# J.T. Leroy: Enganyant Hollywood
J.T. Leroy: Enganyant Hollywood (títol original en anglès, JT LeRoy) és una pel·lícula dramàtica biogràfica del 2018 dirigida per Justin Kelly basada en les memòries Girl Boy Girl: How I Became JT Leroy de Savannah Knoop. És protagonitzada per Kristen Stewart, Laura Dern, Kelvin Harrison Jr., Diane Kruger, James Jagger, Dave Brown, Jim Sturgess i Courtney Love. S'ha doblat i subtitulat al català.
Es va projectar per primer cop com a pel·lícula de cloenda del Festival Internacional de Cinema de Toronto del 2018. Es va estrenar als cinemes el 26 d'abril de 2019 a càrrec d'Universal Pictures.

## Repartiment
- Laura Dern com a Laura Albert
- Kristen Stewart com Savannah Knoop
- Diane Kruger com a Eva
- Jim Sturgess com a Geoffrey Knoop
- Kelvin Harrison Jr. com a Sean
- Courtney Love com a Sasha
- James Jagger com a Ben
- Dave Brown com a Bruce

## Producció
El 9 de febrer de 2016, es va informar que Kristen Stewart, James Franco i Helena Bonham Carter estaven donant voltes a la pel·lícula. Justin Kelly va dirigir la pel·lícula basada en les memòries de Savannah Knoop Girl Boy Girl: How I Became JT Leroy. El 22 de març de 2017, es va anunciar que Laura Dern estava en converses per unir-se a la pel·lícula. Dern interpretaria Laura Albert juntament amb Stewart com a Knoop. El 16 de maig de 2017, Diane Kruger es va unir al repartiment, i el 23 de maig, Jim Sturgess també. Abans que la pel·lícula estigués totalment finançada, un equip mínim de la producció va assistir al Festival de Canes de 2017 per aconseguir algunes gravacions necessàries. A partir de l'1 d'agost de 2017, va començar la gravació principal a la ciutat canadenca de Winnipeg. Kelvin Harrison Jr., Courtney Love i James Jagger també es van unir a l'equip. El rodatge va acabar el 18 d'agost de 2017.